# Pedionis stigma
Pedionis stigma är en insektsart som beskrevs av Kuoh 1987. Pedionis stigma ingår i släktet Pedionis och familjen dvärgstritar. Inga underarter finns listade i Catalogue of Life.